# Håkan Nesser
Håkan Nesser (Kumla, 21 febbraio 1950) è uno scrittore svedese di romanzi polizieschi.
Ha insegnato lettere in un liceo e dopo il successo ottenuto dai suoi primi romanzi si è dedicato interamente alla letteratura. Molti dei suoi gialli hanno come protagonista il commissario Van Veeteren che vive nell'immaginaria città di Maardam, ubicata in un paese del nord Europa, verosimilmente la Svezia anche se il gulden, la valuta locale, e alcuni nomi potrebbero far pensare ai Paesi Bassi. L'altra sua serie di successo vede come protagonista l'ispettore svedese di origini italiane Gunnar Barbarotti che lavora nell'immaginaria cittadina di Kymlinge, in Svezia. I suoi libri sono stati tradotti in molte lingue, tra cui l'italiano, e da alcuni di essi sono stati tratti film o serie televisive.
Nel 2000 ha vinto con Carambole il premio Glasnyckeln ("Chiave di vetro") per il miglior romanzo poliziesco scandinavo.
Dal 2000 la TV svedese ha prodotto una serie di film basati sui casi del commissario Van Veeteren: alcuni sono basati su romanzi già pubblicati, altri sono stati scritti da Nesser espressamente per la televisione. Egli stesso ha partecipato come attore in un piccolo ruolo in due di questi film: Kvinna med födelsemärke e Carambole.
Nel 2018 viene realizzata una trasposizione cinematografica della trilogia Intrigo ripubblicata nel 2015 (originariamente uscì nel 1996) ad opera del regista svedese Daniel Alfredson, già autore del secondo e terzo film dell'allora trilogia Millennium. Il primo film Intrigo: Death of an Author vede come protagonista l'attore britannico Ben Kingsley. Il secondo e terzo film sono rispettivamente Intrigo: Dear Agnes e Intrigo: Samaria.
Ha un debole per l'Italia, citando nei suoi romanzi, musicisti, film, piatti e parole in latino.

## Opere

### Serie del commissario Van Veeteren
1. 1993 - La rete a maglie larghe (Det grovmaskiga nätet), Guanda, 2001, traduzione di Carmen Giorgetti Cima (ISBN 88-8246-354-0)
2. 1994 - Il commissario cade in trappola (Borkmanns punkt), Guanda, 2016, traduzione di Carmen Giorgetti Cima (ISBN 978-88-235-1353-2)
3. 1995 - L'uomo che visse un giorno (Återkomsten), Guanda, 2003, traduzione di Carmen Giorgetti Cima (ISBN 88-8246-464-4)
4. 1996 - Una donna segnata (Kvinna med födelsemärke), Guanda, 2002, traduzione di Carmen Giorgetti Cima (ISBN 88-8246-463-6)
5. 1997 - Il commissario e il silenzio (Kommissarien och tystnaden), Guanda, 2004, traduzione di Carmen Giorgetti Cima (ISBN 88-8246-745-7)
6. 1998 - Il dovere di uccidere (Münsters fall), Guanda, 2017, traduzione di Carmen Giorgetti Cima (ISBN 978-88235-1678-6)
7. 1999 - Carambole (Carambole), Guanda, 2006, traduzione di Carmen Giorgetti Cima (ISBN 88-8246-746-5)
8. 2000 - Un corpo sulla spiaggia (Ewa Morenos fall), Guanda, 2012, traduzione di Carmen Giorgetti Cima (ISBN 978-88-6088-007-9)
9. 2001 - La rondine, il gatto, la rosa, la morte (Svalan, katten, rosen, döden), Guanda, 2013, traduzione di Carmen Giorgetti Cima (ISBN 978-88-235-0124-9)
10. 2003 - Il caso G (Fallet G), Guanda, 2015, traduzione di Carmen Giorgetti Cima (ISBN 978-88-235-0881-1)

### Serie dell'ispettore Gunnar Barbarotti
1. 2006 - L'uomo senza un cane (Människa utan hund), Guanda, 2008, traduzione di Carmen Giorgetti Cima (ISBN 978-88-6088-594-4)
2. 2007 - Era tutta un'altra storia (En helt annan historia), Guanda, 2009, traduzione di Carmen Giorgetti Cima (ISBN 978-88-6088-485-5)
3. 2008 - L'uomo con due vite (Berättelse om herr Roos), Guanda, 2010, traduzione di Carmen Giorgetti Cima (ISBN 978-88-6088-938-6)
4. 2010 - L'uomo che odiava i martedì (De ensamma), Guanda, 2011, traduzione di Barbara Fagnoni (ISBN 978-88-6088-459-6)
5. 2012 - Confessioni di una squartatrice (Styckerskan från Lilla Burma), Guanda, 2014, traduzione di Carmen Giorgetti Cima (ISBN 978-88-235-0413-4)
6. 2020 - Barbarotti e l'autista malinconico (Den sorgsne busschauffören från Alster), Guanda, 2021, traduzione di Carmen Giorgetti Cima (ISBN 978-88-235-2792-8)
7. 2022 - Partita a scacchi sotto il vulcano (Schack under vulkanen), Guanda, 2022, traduzione di Carmen Giorgetti Cima (ISBN 978-88-235-3247-2)
8. 2023 - Quattro fratelli per un delitto (Det kom ett brev fran Munchen), Guanda, 2024, traduzione di Carmen Giorgetti Cima (ISBN 978-88-235-3406-3)

### Crossover
1. 2018 - La confraternita dei mancini (De vänsterhäntas förening), Guanda, 2019, traduzione di Carmen Giorgetti Cima (ISBN 978-88-235-2419-4) (romanzo in cui si incontrano il commissario Van Veeteren e l'ispettore Gunnar Barbarotti)

### Trilogia Intrigo
L'intera trilogia è stata originariamente pubblicata in un unico volume nel 1996 col titolo Barins triangel, successivamente la seconda parte è stata pubblicata separatamente nel 2002 col titolo Kära Agnes!. Nel 2015 le storie sono state ripubblicate in tre volumi a cui si fa sotto riferimento:  
1. 2015 - Morte di uno scrittore (Rein), Guanda, 2018, traduzione di Carmen Giorgetti Cima (ISBN 978-88235-2049-3)
2. 2015 - La nemica del cuore (Marr), Guanda, 2019, traduzione di Carmen Giorgetti Cima (ISBN 978-88-235-2239-8)
3. 2015 - Alois - inedito in lingua italiana

### Altri Romanzi
- 1998 - Il ragazzo che sognava Kim Novak (Kim Novak badade aldrig i Genesarets sjö), Guanda 2007, traduzione di Carmen Giorgetti Cima (ISBN 978-88-8246-355-7)
- 2016 - Gli occhi dell'assassino (Eugen Kallmanns ogon), Guanda 2020, traduzione di Carmen Giorgetti Cima (ISBN 978-88-235-1953-4)

## Trasposizioni cinematografiche dei romanzi dell'autore
1. 2000 - Det grovmaskiga nätet - Film TV tratto da La rete a maglie larghe
2. 2001 - Återkomsten - Film TV tratto da L'uomo che visse un giorno
3. 2001 - Kvinna med födelsemärke - Film TV tratto da Una donna segnata
4. 2005 - Kim Novak badade aldrig i Genesarets sjö - Film TV tratto da Il ragazzo che sognava Kim Novak
5. 2005 - Carambole - Film TV tratto dal romanzo omonimo
6. 2005 - Münsters fall
7. 2005 - Borkmanns punkt
8. 2006 - Moreno & tystnaden - scritto espressamente per la TV
9. 2006 - Svalan, katten, rosen, döden
10. 2006 - Fallet G
11. 2009 - Mensch ohne Hund - Film TV tratto da L'uomo senza un cane
12. 2011 - Verachtung
13. 2018 - Intrigo: Death of an Author
14. 2019 - Intrigo: Dear Agnes
15. 2019 - Intrigo: Samaria